# CSS Virginia
CSS «Виргиния» (англ. Virginia) — первый крупный[уточнить] броненосец флота Конфедеративных Штатов Америки во время Гражданской Войны.
«Виргиния» была перестроена из захваченного южанами парового фрегата USS Merrimack. Именно под этим, а не под данным ему южанами, названием этот броненосец фигурировал в первых сообщениях о самом корабле и сражении с его участием, которые исходили от американского федерального правительства и разошлись по всему миру. Хотя впоследствии и стало известно настоящее название корабля, данное ему после перестройки, во многих источниках (как американских, так и, например, советских) он фигурировал именно под первоначальным обозначением — как «Мерримак».
Корабль участвовал в знаменитом сражении на Хэмптонском рейде, в ходе которого нанёс тяжёлый урон деревянным кораблям северян, но был остановлен американским башенным броненосцем USS Monitor. После безрезультатного боя оба броненосца разошлись, не сумев нанести друг другу значительного ущерба. После этого «Виргиния» принимала участие ещё в нескольких незначительных операциях, но более не встречалась с противником. В мае 1862 года, после того, как южане были вынуждены оставить Норфолк, «Виргиния» была уничтожена ввиду невозможности эвакуации.

## История

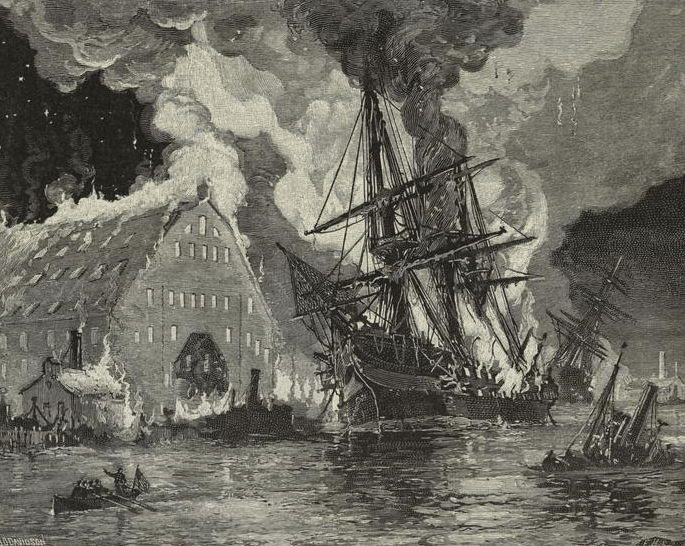
Сожжение фрегата USS «Мерримак» — позднее перестроенного в CSS «Виргиния»

В самом начале Гражданской Войны в США, войсками конфедератов была захвачена одна из основных баз американского военного флота — Норфолк в штате Виргиния. Не имея возможности удерживать базу на враждебной территории, и не желая, чтобы она попала в руки мятежников-«дикси», комендант базы распорядился сжечь стоявшие в резерве на верфи корабли. Среди обречённых на уничтожение боевых кораблей, самым ценным был большой винтовой фрегат USS «Merrimack», новейшей постройки. Пытаясь спасти корабль и вывести его из Норфолка, механики фрегата сумели запустить двигатели, но виргинские «дикси» блокировали фарватер затопленными баржами. Не имея возможности спасти «Мерримак», экипаж решил его уничтожить. 20 апреля «Мерримак» был подожжён командой и выгорел до ватерлинии; остов фрегата был позднее затоплен.
Захватив Норфолк, южане немедленно занялись расчисткой базы и верфи. Остов «Мерримака» был поднят 30 мая, и помещён в единственный уцелевший сухой док. Осмотр корпуса показал, что хотя выше ватерлинии фрегат выгорел полностью, его подводный корпус был всё ещё в хорошем состоянии, а машина исправна.
Южане, не имевшие в начале конфликта собственного флота, очень скоро начали ощущать на себе действие превосходства северян на море. Будучи полностью аграрной страной, Конфедерация почти не имела собственной промышленности; чтобы снабжать свою армию вооружением и боеприпасами, она была вынуждена завозить их из-за границы. Флот северян, блокировавший основные порты Юга, серьёзнейшим образом затруднил положение южан — теперь оружие и боеприпасы приходилось провозить через блокаду контрабандой, в небольших количествах и по очень высоким ценам. Всё это серьёзнейшим образом сказывалось на положении Конфедерации.
Южане понимали, что не имея адекватной промышленности и почти не имея обученных моряков, они не смогут никогда тягаться с северянами в числе кораблей. Их единственным шансом было попытаться превзойти северян, строя корабли качественно нового (на тот момент) типа — броненосцы. В этом плане, захваченный «Мерримак» был чрезвычайно ценен для южан, так как его исправная машина и целый подводный корпус позволяли быстро перестроить его в броненосный корабль. Южане надеялись, что с помощью броненосцев они смогут разгромить деревянные корабли северян, и прорвать блокаду своих портов.
11 июля 1861 года Стивен Мэллори, конфедеративный секретарь по военно-морским делам, распорядился восстановить «Мерримак» как броненосец. Два проекта перестройки корабля были подготовлены лейтенантом Джоном Мерсером Бруксом и лейтенантом Джоном Л. Портером; в итоге был выбран проект Брукса, но основные чертёжные работы выполнил более опытный в инженерных областях Портер. Работы на «Мерримаке» — переименованном в честь штата в «Виргинию» — начались летом 1861 года.

## Конструкция

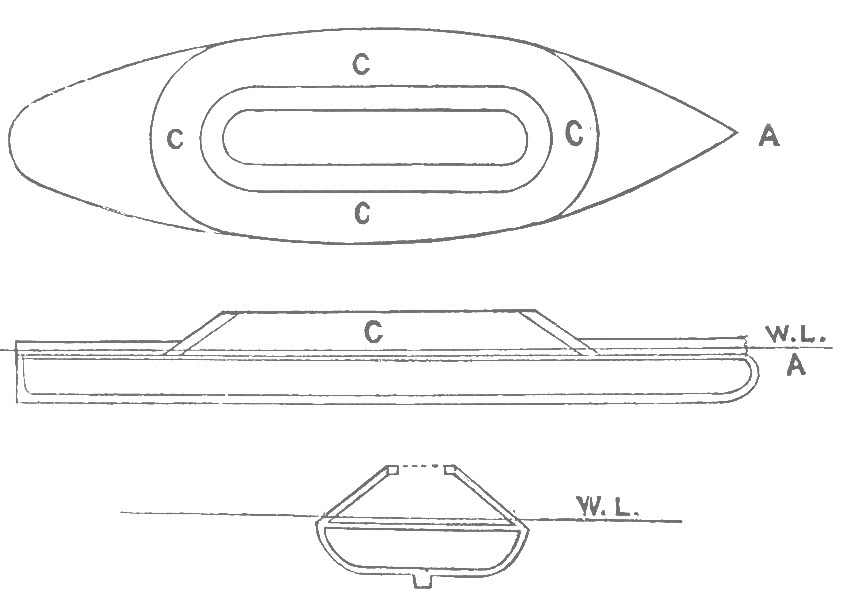
Предварительный набросок «Виргинии», 1861

В ходе работ, обгоревшие остатки надводного борта бывшего «Мерримака» были срезаны до уровня ниже ватерлинии; таким образом, весь основной корпус корабля находился под водой. На главной палубе «Виргинии» был надстроен большой четырёхугольный каземат с закруглёнными оконечностями, в котором должны были стоять орудия. Корма была переделана, чтобы лучше защищать от навесного огня единственный винт; для улучшения мореходности, в носовой части «Вирджинии» установили V-образный фальшборт.
При нормальной загрузке, весь основной корпус броненосца скрывался под водой. Над поверхностью выступали только массивный каземат и фальшборт в носовой части. Единственная труба «Виргинии» располагалась в центре каземата. Конической формы рубка рулевого была смонтирована в передней части крыши каземата и являлась, фактически, продолжением его стенок.
Полное водоизмещение «Виргинии» составило 4000 тонн, что почти на 800 тонн превышало водоизмещение прежнего «Мерримака». Длина её составляла 83,8 метра, ширина — 15,6 метров, осадка — 6,4 метра.

### Вооружение
Всё артиллерийское вооружение «Виргинии» располагалось в защищённом бронёй каземате на палубе. В каждой закруглённой оконечности каземата было прорезано по три орудийных порта — один прямо по центральной линии корабля, и по одному с каждого борта, направленных в стороны под углом в 45 градусов от центральной линии. Эти порты предполагалось закрывать наружными поворотными ставнями. В боковых стенках каземата было прорезано по четыре орудийных порта с каждого борта. Но к моменту ввода корабля в состав флота, ставни для них установить не успели.
В носовой и кормовой оконечностях каземата, на поворотных установках, было установлено по одному 178-миллиметровому нарезному дульнозарядному орудию Брукса на центральном штыре. Эти пушки были изготовлены на основании захваченных заготовок для гладкоствольных орудий Дальгрена; завершённые конфедератами как нарезные орудия, они стреляли 47-килограммовыми снарядами. Благодаря поворотной установке, каждая из этих пушек могла использовать все три порта в своей оконечности каземата.
Бортовой залп «Вирджинии» состоял из двух меньших 163-миллиметровых нарезных орудий Брукса, и четырёх трофейных 229-миллиметровых гладкоствольных орудий Дальгрена. Последние были менее точны и дальнобойны, чем нарезные пушки, но зато были более надёжны и просты в эксплуатации. Дополнительно, на крыше каземата «Виргинии» стояли две лёгкие 12-фунтовые гаубицы, предназначавшиеся для стрельбы картечью по палубам неприятельских кораблей.
Инженеры южан знали, что северяне ответят на «Виргинию» своими собственными броненосцами и понимали необходимость приспособить корабль для борьбы с ними. Так как артиллерийское вооружение «Виргинии» не смогло бы нанести существенного вреда аналогично защищённому броненосцу (учитывая что «Виргинию» проектировали противостоять именно такой артиллерии), а получить более тяжёлые орудия было в то время невозможно, было решено оснастить «Виргинию» тараном. Таран представлял собой массивный стержень, отлитый из чугуна, и вставленный в форштевень «Виргинии»; так как значительно перестраивать форштевень южане опасались, таран был закреплён слабо и мог легко отвалиться.

### Броневая защита
Броневая защита «Виргинии» была изготовлена из прокатанных железнодорожных рельсов. Так как большая часть корпуса корабля находилась под водой, наиболее защищённым элементом конструкции являлся каземат. Построенный из дуба и сосны, каземат имел толщину стенок 610 миллиметров; снаружи, он был обшит двумя слоями кованых железных плит, толщиной в 51 миллиметр каждая. Общая толщина броневой защиты, таким образом, составляла 102 миллиметра, но на практике, сопротивляемость двух слоёв плит была ниже чем у сплошной плиты равной толщины. Чтобы улучшить снарядостойкость каземата, конфедераты расположили его стенки под углом в 36 градусов от горизонтали.
Вне каземата, деревянная палуба «Вирджинии» была защищена двумя слоями 51 миллиметровых железных плит, общей толщиной в 102 миллиметра. Так как борта корабля постоянно находились под водой, они подвергались значительно меньшей угрозе, и были обшиты единственным слоем плит 51 миллиметровой толщины. Броневая рубка была защищена так же как и каземат.
В целом, защита «Виргинии» соответствовала требованиям времени. Наиболее распространённые в тот период 200-мм и 229-мм морские гладкоствольные орудия не могли пробить её даже с небольшой дистанции. Однако, к тому моменту, когда «Виргиния» вступила в строй, на вооружение флота северян начали поступать новые 280-мм и 380-мм орудия Дальгрена и Родмана, считавшиеся достаточно сильными, чтобы пробить её броню.

### Силовая установка
Силовая установка «Вирджинии» осталась такой же как и на прежнем «Мерримаке»; две горизонтальные возвратно-поступательные паровые машины работали на единственный двухлопастной винт. Полная мощность силовой установки составляла 1200 лошадиных сил.
Главной проблемой силовой установки «Вирджинии» была её сильная изношенность. «Мерримак» перед сожжением был помещён на верфь как раз для замены изношенного двигателя, но работы начать не успели. Слабая конфедеративная промышленность не могла заменить двигатели, и в результате, силовая установка «Виргинии» работала очень ненадёжно, теряла мощность и не могла двигать перетяжелённый корпус корабля. Скорость «Виргинии» не превышала 5-6 узлов (менее половины от максимальной скорости «Мерримака») даже в идеальных условиях. На практике же, скорость конфедеративного броненосца редко когда превышала 2-3 узла.
Другой проблемой была плохая маневренность «Виргинии». Почти полностью находящийся под водой корпус создавал сильное сопротивление при манёвре, а увеличившееся водоизмещение только усугубило проблему. Радиус поворота «Виргинии» составлял более 1,6 километра, а на полный разворот броненосец тратил почти 45 минут.

## Служба

### Битва на Хэмптонском Рейде

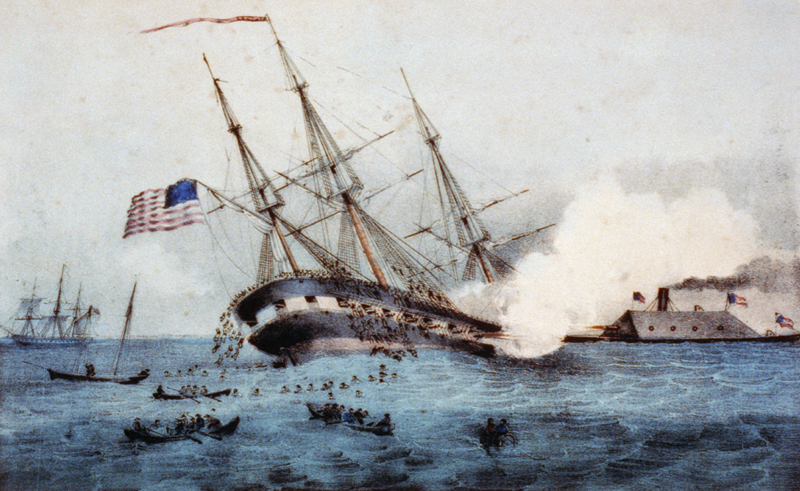
«Виргиния» таранит «Камберленд»

8 марта, «Виргиния» в компании двух небольших канонерок вышла из Норфолка, и атаковала федеральные блокадные силы на Хэмптон-Роудс. Федеральный флот, состоявший исключительно из деревянных парусных и винтовых кораблей, оказался не способен что-либо противопоставить броненосцу; залпы орудий северян просто отскакивали от его брони. В начале боя, «Виргиния» таранила и потопила большой парусный шлюп USS «Камберленд»; тонущий корабль сражался до последнего, но не смог победить бронированного противника. Однако, потопление «Камберленда» не прошло для «Вирджинии» бесследно: при ударе, её слабо закреплённый таран отломился, а артиллерийский огонь сильно повредил трубу броненосца, снизив его и без того небольшой ход.
После этого, «Виргиния» направилась к большому парусному шлюпу USS «Конгресс». Опасаясь тарана (уже отломившегося, но северяне об этом не знали), капитан «Конгресса» поставил корабль на мель. Пользуясь неподвижностью своего оппонента, «Виргиния» заняла позицию прямо по корме «Конгресса» и начала его расстреливать бортовыми залпами, в то время как северяне могли отвечать ей только немногочисленными кормовыми пушками.
После часа неравного боя, кормовые орудия «Конгресса» были разбиты, и он, не имея более возможности сопротивляться, был вынужден сдаться. Хуже того, шедшие на помощь северянам винтовые фрегаты «Роанок» и «Миннесота» наскочили на мели и оказались в беспомощном положении. Покончив с «Конгрессом», «Виргиния» собиралась атаковать «Миннесоту», но из-за начавшегося отлива и наступивших сумерек, южане не решились рисковать броненосцем на мелководьях Хэмптон-Роудс и отступили, собираясь продолжить битву на следующий день.

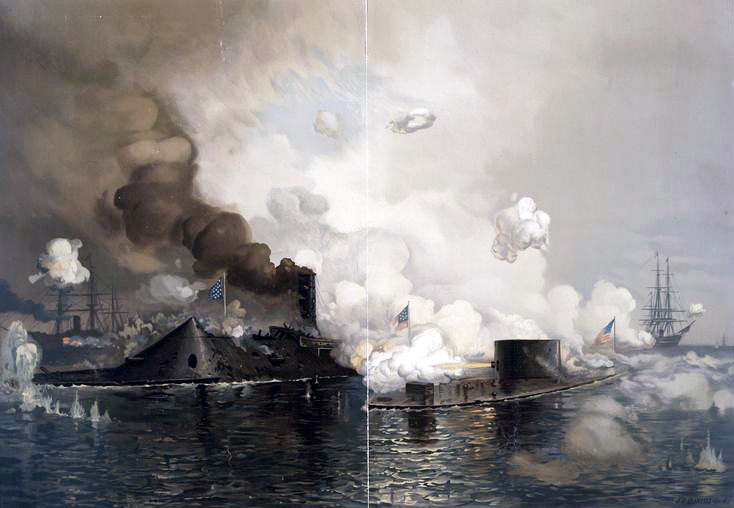
«Монитор» против «Виргинии»

9 марта, «Вирджиния» вернулась на Хэмптон-Роудс, намереваясь покончить с «Миннесотой». Однако, её ожидал достойный противник — федеральный броненосец USS «Монитор», низкобортный башенный корабль, спроектированный Джоном Эрикссоном. Между броненосцами произошла первая в истории дуэль; при этом артиллерия обоих кораблей оказалась неспособна нанести ущерб оппоненту.
В ходе этой дуэли, проявились главные недостатки «Виргинии»; её низкая скорость и неповоротливость. Маленький маневренный «Монитор» имел преимущество над своим неуклюжим оппонентом, легко уворачиваясь от попыток тарана со стороны «Виргинии». В конечном итоге, правда, конфедератам улыбнулась небольшая удача — попавший в рубку «Монитора» снаряд ранил его капитана через смотровые щели, и из-за возникшего замешательства, федеральный броненосец временно отступил. «Виргиния», впрочем, не стала дожидаться его возвращения, и предпочла отступить; боеприпасы у конфедератов заканчивались, изношенная силовая установка работала всё хуже и в корпусе вскрылись наспех заделанные течи, так что продолжение сражения было не в их интересах.

### Последующие операции
Отремонтированная в Норфолке, «Виргиния» изготовилась к новым действиям. В начале апреля, она в сопровождении нескольких деревянных канонерских лодок вновь вышла на Хэмптон-Роудс, в надежде дать северянам ещё одно сражение. Её прежний оппонент — USS «Монитор» — по-прежнему находился в Хэмптон-Роудс. 11 апреля, «Вирджиния» подошла к форту Монро, вызывая «Монитор» на бой; её орудия были теперь снаряжены бронебойными снарядами и южане рассчитывали, что смогут добиться успеха.
Однако, сражение как таковое не состоялось. «Виргиния» выпустила несколько снарядов с очень большой дистанции (безрезультатно), «Монитор» ответил огнём, но не стал покидать свою защищённую позицию. Северяне не хотели рисковать без лишней необходимости; они понимали, что «Монитор» является их единственным противовесом «Вирджинии», и если он будет выведен из строя, конфедеративный броненосец легко расправится с деревянными кораблями. В свою очередь, южане также не рискнули атаковать федеральные корабли, защищённые мощными батареями форта Монро, и отступили.
В дальнейшем, положение на Хэмптонском Рейде оставалось в неустойчивом равновесии. Каждая из сторон не хотела рисковать своим единственным броненосцем без необходимости, и пыталась заманить противника в ловушку, чтобы дать ему бой при благоприятных для себя условиях. В результате, «Виргинии» так более и не удалось принять участие в боевых действиях; в тех ситуациях, когда она была готова дать бой, северяне избегали сражения, а в тех ситуациях, когда северяне были готовы дать бой, избегали сражения конфедераты.
В конце апреля, федеральный флот на Хэмптон-Роудс был усилен новым броненосным корветом USS Galena, и броненосным куттером таможенной службы «Нагатук». Баланс сил окончательно изменился в пользу северян; имея против себя трёх броненосных противников, «Виргиния» более не рисковала выходить из гавани. Последним незначительным действием, в котором принимала участие «Вирджиния», был выход в море 8 мая 1862 года, когда федеральная эскадра в составе «Монитора» и четырёх других кораблей обстреляла береговые батареи конфедератов на входе в реку Джеймс. Завидев «Виргинию», северяне начали медленно отступать, надеясь выманить её на открытую воду, но в этот раз «Виргиния» отказалась принять бой, и дав предупредительный залп, ретировалась.

### Уничтожение

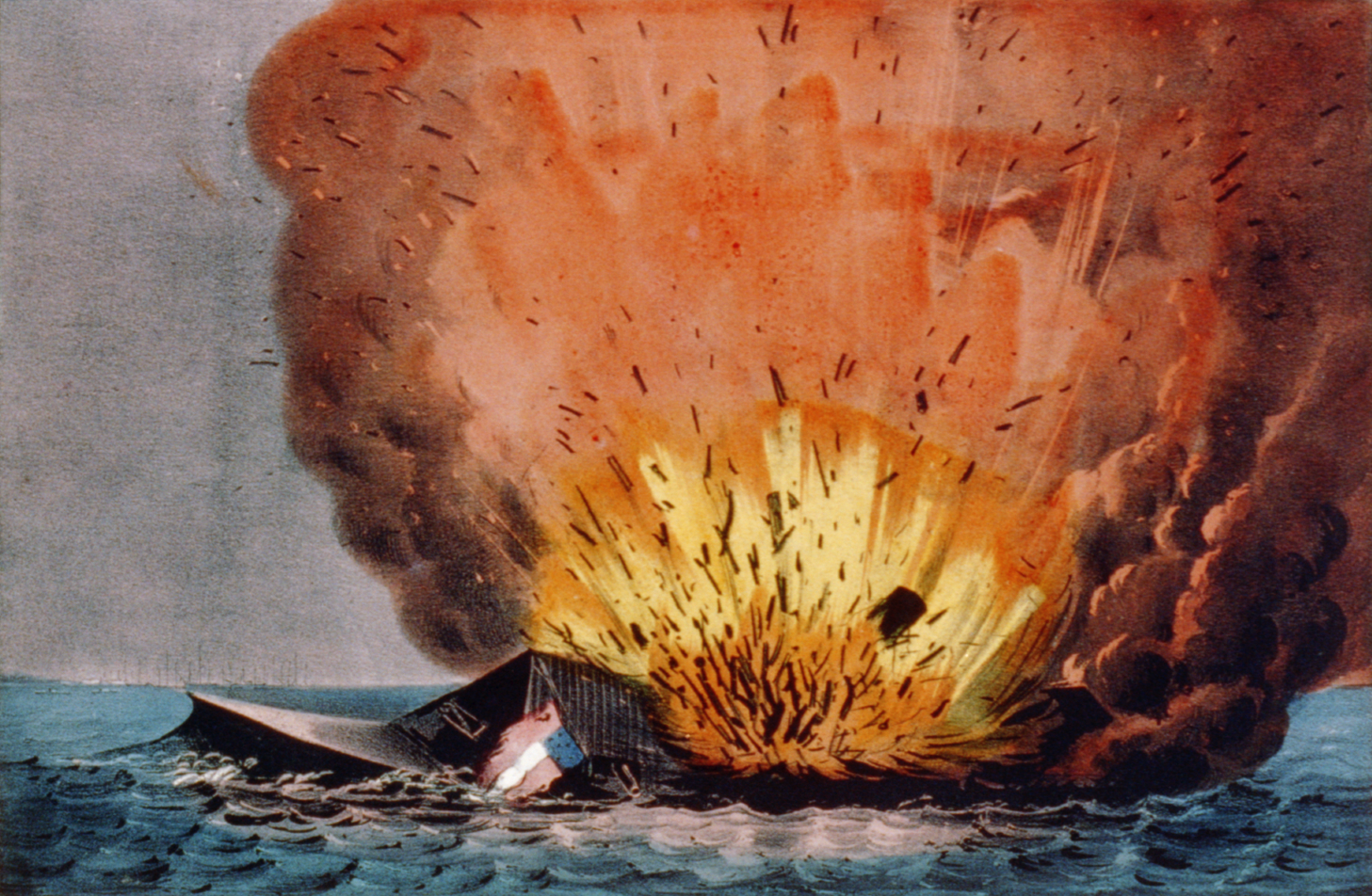
Взрыв оставленной командой «Виргинии» 11 мая 1862 года у острова Крани

10 мая 1862 года, наступающие войска северян взяли Норфолк. С падением города, «Вирджиния» оказалась без своей единственной базы. Осадка броненосца не позволяла ему подняться выше по реке Джеймс, к территории, всё ещё контролируемой конфедератами. Переход морем в другой порт также был невозможен; даже если бы «Виргинии» удалось каким-то образом прорваться мимо трёх броненосных и множества деревянных кораблей эскадры федералов, она не обладала даже минимально необходимой способностью к морским переходам, и пошла бы ко дну при любом волнении.
Пытаясь спасти сильнейший корабль Конфедерации, экипаж «Виргинии» предпринял отчаянную попытку разгрузить броненосец, чтобы он смог подняться по реке Джеймс. С «Виргинии» сняли всё вооружение, боеприпасы и уголь, частично демонтировали броню; однако, осадка броненосца по-прежнему была слишком большой. Не имея иного выхода, экипаж решил сжечь «Виргинию»; эта задача была возложена на лейтенанта Джонса, последнего человека, покинувшего броненосец. 11 мая, у острова Крани, пожар добрался до пороховых погребов оставленной экипажем «Вирджинии», и первый броненосец Конфедерации взорвался и затонул.
В настоящее время якорь, флаг и другие детали «Виргинии» являются частью экспозиции музеев.

## Оценка проекта
Являясь импровизацией, построенной в условиях дефицита ресурсов на основе имевшегося корпуса, «Виргиния» представляет собой известную сложность для оценки. Её единственный бой с «Монитором» закончился безрезультатно во многом за счёт неготовности обеих сторон к сражению; в то же время, она достаточно хорошо показала себя против деревянных кораблей.
Главной — критической — проблемой «Виргинии» являлась её очень низкая маневренность и малая скорость. «Виргиния» тратила очень много времени на повороты, перемещалась медленно, и неприятельский корабль, обладающий свободой хода, мог легко уклониться от её атаки. Как следствие, единственными жертвами конфедеративного броненосца стали два парусных шлюпа — не обладавших свободой манёвра и не способных увернуться. Учитывая значительную осадку броненосца, его малая маневренность в условиях мелководного Хэмптон-Роудс крайне затрудняла действия «Виргинии».
Вооружение «Виргинии» соответствовало требованиям боя против деревянных кораблей; однако, оно совершенно не подходило для перестрелки с броненосцами. Даже будучи снаряжёнными бронебойными снарядами, орудия конфедератов едва ли обладали достаточной пробивной мощью, чтобы поразить «Монитор»; таран же «Виргинии» был малоприменим из-за очень низкой маневренности.
В целом, «Виргиния» не представляла какого-либо особого интереса с технической точки зрения и не породила сколь либо заметного подражания в масштабе мирового кораблестроения. Своей известностью данный корабль обязан главным образом связанным с ним уникальным обстоятельствам — как первый броненосец, вступивший в бой с равным себе противником (против береговых укреплений броненосные корабли использовались ещё во время Крымской войны), а также благодаря активной популяризации в американских масс-медиа и научно-популярной литературе. Его присутствие в Норфолке, пусть и недолгое, оказало существенное влияние на ход Гражданской Войны в США; вплоть до конца апреля, северяне не могли действовать на реке Джеймс, опасаясь, что «Виргиния» отрежет им путь к отступлению.